# Aire d'attraction de Villefranche-de-Rouergue
L'aire d'attraction de Villefranche-de-Rouergue est un zonage d'étude défini par l'Insee pour caractériser l’influence de la commune de Villefranche-de-Rouergue sur les communes environnantes. Publiée en octobre 2020, elle se substitue à l'aire urbaine de Villefranche-de-Rouergue, qui comportait 16 communes dans le dernier zonage qui remontait à 2010.

## Définition
L’aire d’attraction d'une ville est composée d’un pôle, défini à partir de critères de population et d’emploi ainsi que d’une couronne constituée des communes dont au moins 15 % des actifs travaillent dans le pôle. Le pôle d’attraction constitue ainsi un point de convergence des déplacements domicile-travail,.

## Type et composition
L’aire d'attraction de Villefranche-de-Rouergue est une aire inter-départementale qui comporte 34 communes : 27 situées dans l'Aveyron, 4 dans le Lot et 3 dans le Tarn-et-Garonne.
Elle est catégorisée dans les aires de moins de 50 000 habitants, une catégorie qui regroupe 16,6 % de la population d'Occitanie et 12,2 % au niveau national.

### Carte

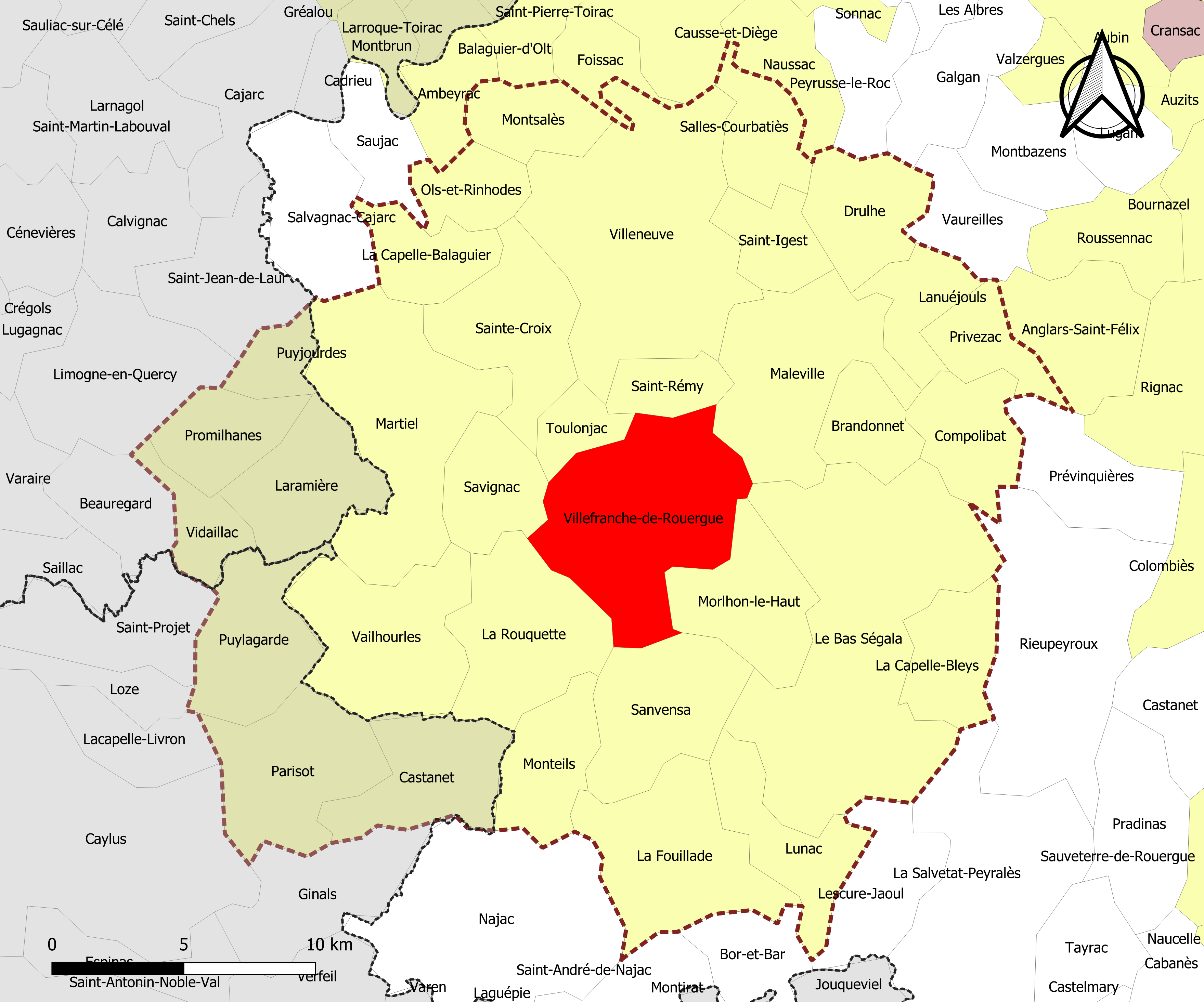
Carte de l'aire d'attraction de Villefranche-de-Rouergue.
Commune-centre
Commune de la couronne

### Composition communale
| Nom                                       | Code Insee | Département     | Statut                 | Superficie (km2) | Population (dernière pop. légale) | Densité (hab./km2) | Modifier                                    |
| ----------------------------------------- | ---------- | --------------- | ---------------------- | ---------------- | --------------------------------- | ------------------ | ------------------------------------------- |
| Villefranche-de-Rouergue (commune-centre) | 12300      | Aveyron         | commune-centre         | 45,85            | 11 502 (2022)                     | 251                | modifier les données · modifier les données |
| Le Bas Ségala                             | 12021      | Aveyron         | commune de la couronne | 82,33            | 1 610 (2022)                      | 20                 | modifier les données · modifier les données |
| Brandonnet                                | 12034      | Aveyron         | commune de la couronne | 12,22            | 291 (2022)                        | 24                 | modifier les données · modifier les données |
| La Capelle-Balaguier                      | 12053      | Aveyron         | commune de la couronne | 13,36            | 345 (2022)                        | 26                 | modifier les données · modifier les données |
| La Capelle-Bleys                          | 12054      | Aveyron         | commune de la couronne | 15,63            | 355 (2022)                        | 23                 | modifier les données · modifier les données |
| Compolibat                                | 12071      | Aveyron         | commune de la couronne | 17,04            | 334 (2022)                        | 20                 | modifier les données · modifier les données |
| Drulhe                                    | 12091      | Aveyron         | commune de la couronne | 18,03            | 451 (2022)                        | 25                 | modifier les données · modifier les données |
| La Fouillade                              | 12105      | Aveyron         | commune de la couronne | 32,54            | 1 113 (2022)                      | 34                 | modifier les données · modifier les données |
| Lanuéjouls                                | 12121      | Aveyron         | commune de la couronne | 12,00            | 761 (2022)                        | 63                 | modifier les données · modifier les données |
| Lunac                                     | 12135      | Aveyron         | commune de la couronne | 18,78            | 435 (2022)                        | 23                 | modifier les données · modifier les données |
| Maleville                                 | 12136      | Aveyron         | commune de la couronne | 36,35            | 953 (2022)                        | 26                 | modifier les données · modifier les données |
| Martiel                                   | 12140      | Aveyron         | commune de la couronne | 46,71            | 989 (2022)                        | 21                 | modifier les données · modifier les données |
| Monteils                                  | 12150      | Aveyron         | commune de la couronne | 17,19            | 469 (2022)                        | 27                 | modifier les données · modifier les données |
| Montsalès                                 | 12158      | Aveyron         | commune de la couronne | 12,47            | 323 (2022)                        | 26                 | modifier les données · modifier les données |
| Morlhon-le-Haut                           | 12159      | Aveyron         | commune de la couronne | 22,09            | 555 (2022)                        | 25                 | modifier les données · modifier les données |
| Ols-et-Rinhodes                           | 12175      | Aveyron         | commune de la couronne | 10,82            | 168 (2022)                        | 16                 | modifier les données · modifier les données |
| Privezac                                  | 12191      | Aveyron         | commune de la couronne | 11,09            | 342 (2022)                        | 31                 | modifier les données · modifier les données |
| La Rouquette                              | 12205      | Aveyron         | commune de la couronne | 29,81            | 774 (2022)                        | 26                 | modifier les données · modifier les données |
| Sainte-Croix                              | 12217      | Aveyron         | commune de la couronne | 25,88            | 736 (2022)                        | 28                 | modifier les données · modifier les données |
| Saint-Igest                               | 12227      | Aveyron         | commune de la couronne | 11,72            | 181 (2022)                        | 15                 | modifier les données · modifier les données |
| Saint-Rémy                                | 12242      | Aveyron         | commune de la couronne | 8,98             | 307 (2022)                        | 34                 | modifier les données · modifier les données |
| Salles-Courbatiès                         | 12252      | Aveyron         | commune de la couronne | 13,35            | 480 (2022)                        | 36                 | modifier les données · modifier les données |
| Sanvensa                                  | 12259      | Aveyron         | commune de la couronne | 25,48            | 643 (2022)                        | 25                 | modifier les données · modifier les données |
| Savignac                                  | 12263      | Aveyron         | commune de la couronne | 15,28            | 755 (2022)                        | 49                 | modifier les données · modifier les données |
| Toulonjac                                 | 12281      | Aveyron         | commune de la couronne | 7,25             | 752 (2022)                        | 104                | modifier les données · modifier les données |
| Vailhourles                               | 12287      | Aveyron         | commune de la couronne | 32,41            | 651 (2022)                        | 20                 | modifier les données · modifier les données |
| Villeneuve                                | 12301      | Aveyron         | commune de la couronne | 65,30            | 1 952 (2022)                      | 30                 | modifier les données · modifier les données |
| Laramière                                 | 46154      | Lot             | commune de la couronne | 22,08            | 353 (2022)                        | 16                 | modifier les données · modifier les données |
| Promilhanes                               | 46227      | Lot             | commune de la couronne | 14,55            | 229 (2022)                        | 16                 | modifier les données · modifier les données |
| Puyjourdes                                | 46230      | Lot             | commune de la couronne | 7,83             | 90 (2022)                         | 11                 | modifier les données · modifier les données |
| Vidaillac                                 | 46333      | Lot             | commune de la couronne | 9,49             | 184 (2022)                        | 19                 | modifier les données · modifier les données |
| Castanet                                  | 82029      | Tarn-et-Garonne | commune de la couronne | 22,07            | 275 (2022)                        | 12                 | modifier les données · modifier les données |
| Parisot                                   | 82137      | Tarn-et-Garonne | commune de la couronne | 27,86            | 559 (2022)                        | 20                 | modifier les données · modifier les données |
| Puylagarde                                | 82147      | Tarn-et-Garonne | commune de la couronne | 23,14            | 345 (2022)                        | 15                 | modifier les données · modifier les données |